# Stolperstein von Kaarst
Der Stolperstein von Kaarst ist dem Arzt Winfried Selbiger gewidmet. Er wurde vom Künstler Gunter Demnig im Rahmen des Projekts Stolpersteine hergestellt und wurde in Kaarst verlegt. Stolpersteine erinnern an das Schicksal der Menschen, die von den Nationalsozialisten ermordet, deportiert, vertrieben oder in den Suizid getrieben wurden. Sie liegen im Regelfall vor dem letzten selbstgewählten Wohnsitz des Opfers.
Die Verlegung erfolgte am 20. Oktober 2022.

## Stolperstein
| Stolperstein | Inschrift | Verlegeort      | Name, Leben |
| --- | --- | --------------- | --- |
| Bild gesucht Die Wikipedia wünscht sich an dieser Stelle ein Bild vom Ort mit diesen Koordinaten 51.1948079 6.6077588 . Motiv: Stolperstein Kaarst, Dr. Winfried Selbiger, Rathausplatz 15 Falls du dabei helfen möchtest, erklärt die Anleitung , wie das geht. BW | HIER PRAKTIZIERTE DR. WINFRIED SELBIGER JG. 1906 BERUFSVERBOT 1933 'SCHUTZHAFT' 1933 GEFÄNGNIS NEUSS FLUCHT 1934 TANSANIA | Rathausplatz 15 | Winfried Selbiger wurde 1906 geboren, er war getaufter Katholik. Ab 1932 war er als Hausarzt in Büttgen tätig. Er wurde denunziert, es fiel jemandem auf, dass ein jüdischer Apotheker in Düsseldorf ebenfalls Selbiger hieß. Es handelte sich dabei tatsächlich um seinen Vater, Ernst Selbiger. Winfried Selbigers Mutter war Katholikin. Selbiger wurde daraufhin verhaftet und im SS-Gefängnis Neuss inhaftiert. Er wurde wieder entlassen, aber er erhielt ein Berufsverbot, auch für seine Wohnung hatte er ein Betretungsverbot. Selbiger floh daraufhin nach Tansania, wurde dort Missionsarzt und erhielt die britische Staatsbürgerschaft. Im Jahr 1938 fuhr er als britischer Staatsbürger noch einmal nach Deutschland. Er versuchte seinen Vater zu retten, dieser aber verweigerte die Flucht. Winfried Selbiger ging zurück nach Tansania, erst neun Jahre nach Ende des Krieges kehrte er nach Deutschland zurück. Er wurde in Deutschland nicht mehr heimisch. Winfried Selbiger wurde 1962 tot auf einer Autobahn in Belgien gefunden, die Todesumstände sind ungeklärt. Sein Vater Ernst Selbiger wurde im KZ Theresienstadt ermordet. |